# Siroua
Siroua oder Sirwa (arabisch سروا) ist eine Landgemeinde (commune rurale) in der Provinz Ouarzazate in der Region Drâa-Tafilalet in Marokko.

## Lage und Klima
Die Gemeinde Siroua liegt östlich des Jbel Sirwa und südwestlich von Ouarzazate im Bergland des Antiatlas. Die Nationalstraße N10 führt auf dem Weg von Ouarzazate nach Taznakht durch das Gebiet der Gemeinde.

## Bevölkerung
| Jahr      | 1994 | 2004 | 2014 | 2024 |
| Einwohner | 9255 | 9633 | 9678 | 8586 |